# 長崎村茂右衛門騒動

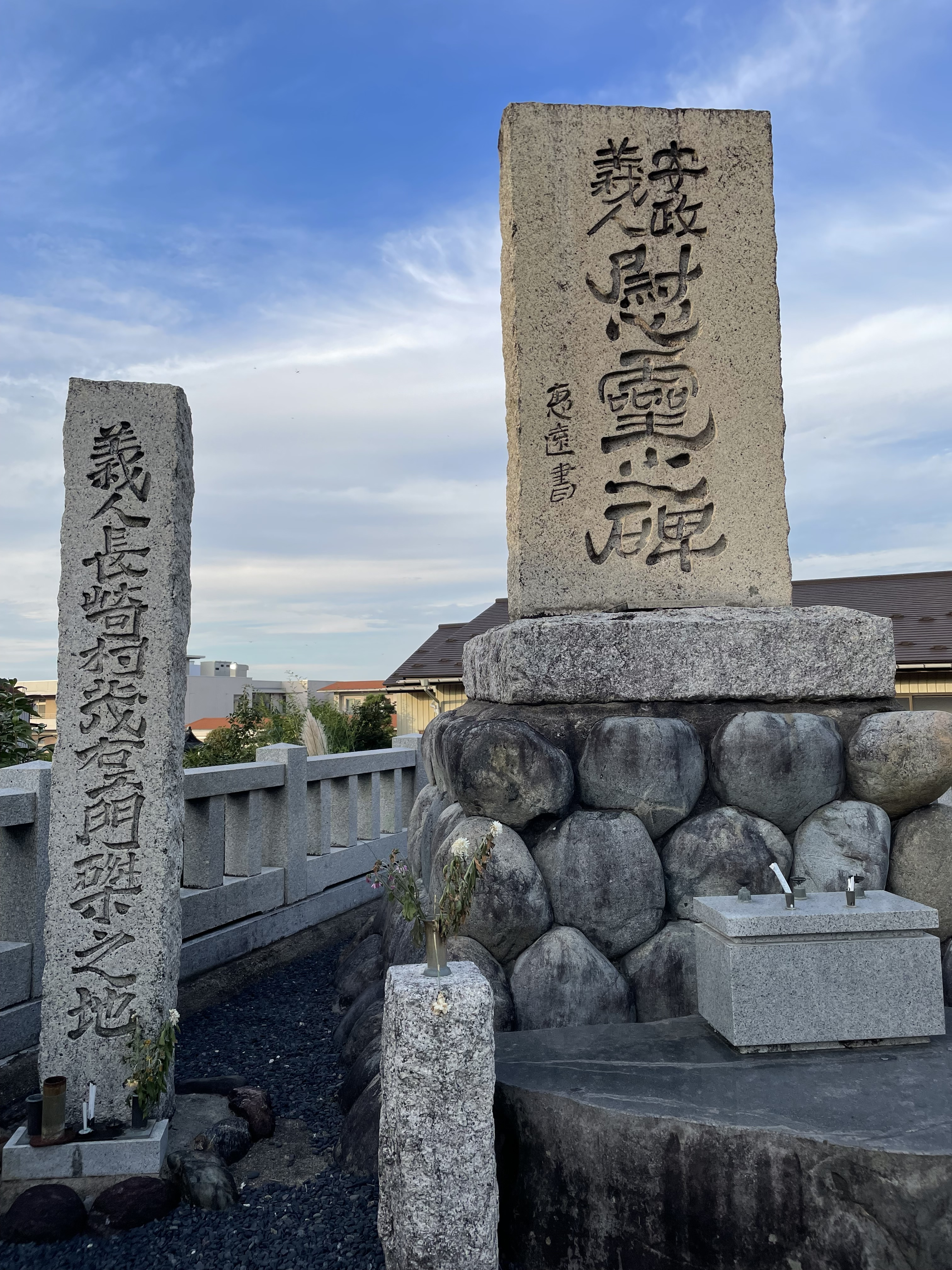
井波町に建てられた長崎村茂右衛門騒動の慰霊碑。

長崎村茂右衛門騒動（ながさきむらもえもんそうどう）とは、1858年9月2日（安政5年7月25日）の深夜から明け方にかけ、越中国礪波郡五箇山東部（現・富山県南砺市）の百姓が、井波町で打ちこわしを行った事件。
打ちこわしには五箇山東部の諸集落（ほぼ旧利賀村の領域と一致する）の村民が参加していたが、長崎村の茂右衛門が首謀者として処刑されたことから、「長崎村茂右衛門騒動」という名称で知られる。

## 背景

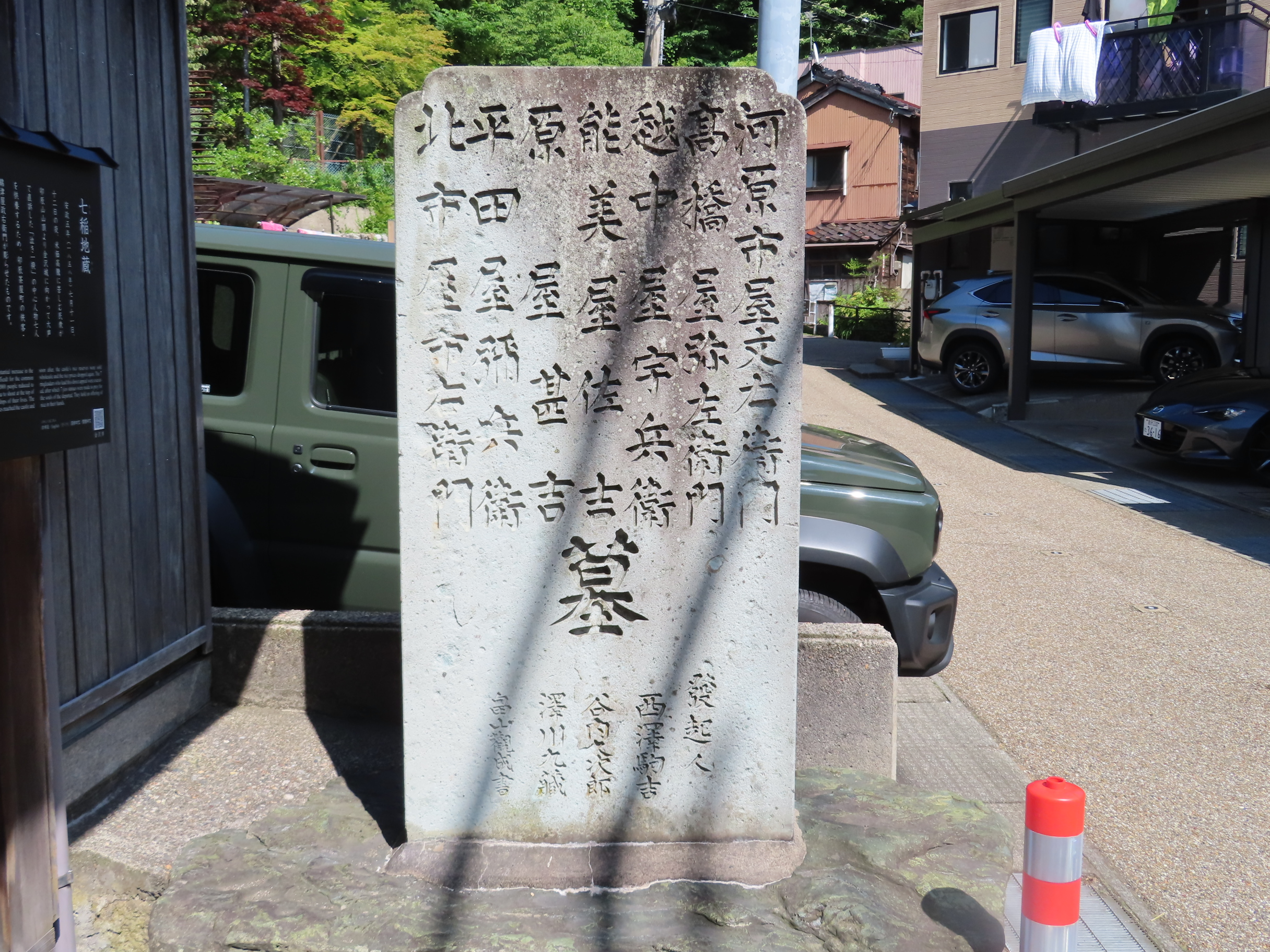
7月11日に金沢城下で起こった一揆首謀者の墓碑。

事件の起こった安政年間は相次ぐ不作のために米価が高騰し、多くの百姓・町民が生活苦に陥っていた。このような状況にもかかわらず、財政難に苦しむ加賀藩は領内の米を江戸・大坂で払い下げていたため、加賀藩領民の生活は困窮する一方となった。さらに安政5年は冷夏となったことから7月ころには凶作が決定的となり、各地で米の買い占めや隠し米が横行したことから、米価は平年の3倍にまで高騰した。
7月11日には金沢城下でも「声合わせ」と呼ばれる抗議が行われ、加賀藩は騒動を抑えるため蔵米500石余りを1升100文で放出するに至った（安政の泣き一揆）。これを皮切りに15日には加賀国石川郡鶴来村、16日には越中国射水郡高岡・氷見と礪波郡石動、17日は礪波郡福光・戸出、20日は射水郡放生津と各地で暴動が頻発し、この流れの中で25日に井波でも打ちこわしが発生することとなった。
このころ、井波町には加賀藩が家臣に支払うための給人米を納める「町蔵」が存在し、これを管理する「蔵宿」は算用聞肝煎も兼ねる高瀬屋与右衛門が務めていた。安政5年7月、井波においても米価が高騰すると、まず井波町蔵に保管されていた藩の詰米200石が払い下げられた。しかしそれでも米不足は解消されず、町民は250石を追加で払い下げるよう願い出たが、逆に100石を金沢に引き取るとの通達が下った。高瀬屋与右衛門らは井波町でも騒動が起こることを恐れ、再度250石の払い下げを願い出て、7月26日にこれが認められた。
ところが、五箇山には井波町字山下のそうけ屋を通じて「米不足にもかかわらず井波町蔵の米が金沢に移されようとしている」との情報のみが伝わり、高瀬屋与右衛門らこそが米不足をもたらした張本人であるとの風聞が広まった。そのため、250石の払い下げが決まったことが広まる前、7月25日より利賀谷を中心とする百姓による井波町襲撃が始まることとなった。

## 打ち毀し騒動
7月25日夜、筵旗を立て、竹槍を持った百姓たちは閑乗寺（井波町東方の高台、現閑乗寺公園）に集結し、「声合わせ」を行った。井波町に居住していた三宅修理の日記『座右録』によると、百姓たちは「米商売の者ども天誅」と申し触れていたため、井波町でも夜四ツ時（午後10時）ころには盤木が打ち鳴らされた。百姓たちはすぐに動かなかったものの、夜ハッ時 （午前2時）ころに至って遂に米商たちへの襲撃を開始した。
百姓たちは大宝院町から北川村の米商三谷屋吉次郎宅、次いで井波町領六日町の宮田屋与兵衛宅を襲い、遂には八日町の塩屋小兵衛宅、そして蔵宿の高瀬屋与右衛門宅まで襲い掛かった。襲撃に加わった人数については、資料によって30人、50人 80人とあって一定しないが、100人を超えるものではなかったようである。
襲撃を予測していた井波町の米商たちも屋根石などを投げて応戦し、最後には高瀬屋手代の惣二が九里ヶ当村の和助を刺し殺してしまったことをきっかけに動揺が広がり、百姓たちは井波町から引き上げた。なお、和助の死は当日昼までに兄の市右衛門まで知らされ、直接井波町を訪れた市右衛門による確認を経て光教寺に葬られたという。
一連の騒動の経緯について、同時代史料である『座右録』と、後世編纂の『井波誌』では食い違いがあるが、『座右録』の方がより信頼を置けると評されている。例えば、『井波誌』が騒動を突発的、場当たり的に進行したかのように記すのに対し、『座右録』は周到な計画に基づいて進行したと記している、といった違いがある。

## 井波での初期調査
騒動を受けて、井波町・北川村などを配下に置く山見組才許の三清村与三之助はまず砺波射水郡奉行の金子篤太郎に報告を行い、打ち毀しにあった四人の者を呼び出して事情聴取を行った。この時の聴聞内容には「見知らぬ者ども立ち入り･･･」「何方の者に候や、大勢指し向かい･･･」とあり、この時点では襲撃を行った者たちが五箇山の百姓であるとは断定されていなかったようである。
また、暴動の再発に備えて砺波射水郡奉行所付足軽の中島弥兵衛らが、杉木新町（現砺波市の出町）から火消し人足を大勢連れて井波に出張し、与三之助等が集めた人足と共に井波町の警戒に当たった 。
28日夕刻、金沢から公事場検使役人の脇坂清太郎・磯部他次郎らが到着し、宿方の光教寺に入った。翌日の29日早朝には打ち毀しにあつた商人、井波町・北川村の肝煎、組合頭らを集めて聴取を開始した。なお、この時の五箇山両組才許は大滝村（現高岡市福岡町大滝）与左衛門であったが、事件直前の7月15日の就任であり、監督責任は問われなかったようである。
この時の聴取についても『座右録』に詳細な記録があり、この時に和助は高瀬屋で指し殺されたと確定したこと、八月朔日（8月1日）昼七ッ時（午後4時）までに検使が終わったことなどが記されている。
更に 8月以降は加州改方役人の佐藤弥右衛門・中村平右衛門の二人が捜査を担当し、9月1日には手代惣二を呼び出して「手鎖縮（改めて吟味するまでの仮の措置として、手錠を掛けたままで町役人などに預けること）」としている。また、高瀬屋与右衛門は9月21日に「改めて詮議に及ばず」として徘徊留（外出の禁止）が解除されたが、その後の捜査進展により何らかの落ち度が認められたようで、万延元年（1860年）4月には再び徘徊指留とされている。

## 金沢・盗賊改方奉行による調査

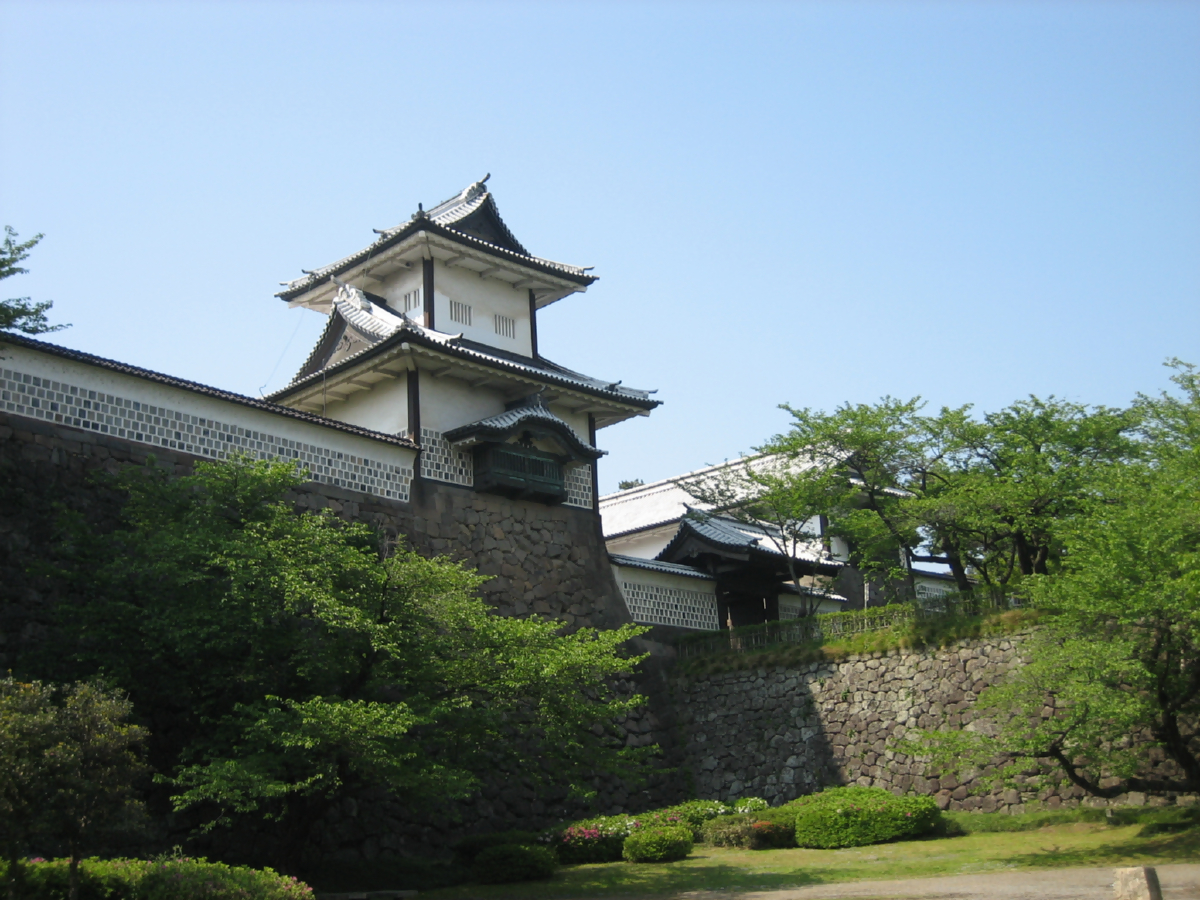
金沢城石川門（重文）

井波での初期捜査を終えたのち、事件の調査・審問は金沢で行われることとなり、盗賊改方奉行の真田勘解由がこれを担当した。五箇山の者たちについて、市右衛門を除いて初期調査の段階では聴取の対象となった記録はないが、このころ（安政5年末）より金沢での聴取の記録が残り始める。
12月6日、真田勘解由はまず北原村の平次郎ら10名に金沢の改方役所まで出頭するよう命じ、更に19日には追加で北原村佐助ら6名にも同様に出頭を命じた。病気のため出頭できなかった阿別当村嘉助ら4名を除く12名のほとんどは微罪とみなされ、処分を受けた上で帰村したが、首謀者と目されていた北原村の平次郎・佐助らのみは金沢にて入牢した。
年が明けた安政6年1月以降も多くの者が金沢への出頭を命じられたが、ほとんどは詮議の結果「構いなくお返し」とされている。一方で、最終的に一連の騒動の首謀者と認定された長崎村茂右衛門は、事件発生から1年以上経ってから始めて詮議の記録に現れ始める。安政6年9月16日、真田勘解由は以前より身柄を拘束し取り凋べていた長崎村茂右衛門・井波町岩安足次郎古の二名を「不屈きの趣これ有り」として金沢で入牢させた。

## 金沢・公事場奉行による審問
安政7年（1860年）2月より、捜査の中心は盗賊改方奉行から、より重大な事件の審理を行う公事場奉行に移った。同年2月26日には和助を刺殺した惣二が公事場の吟味を受け、出牢を許されている。同年3月には改元があって万延元年となったが、4月16日に栃原村肝煎弥兵衛ら13人が、同月23日には長崎村権兵衛ら4人が、新たに公事場への出頭を命じられた。いずれも直ちに手鎖縮の上、出頭日まで十村の大滝村与左衛門に預けられていることから、参考人招致ではなく容疑者としての運行であった。
先に入牢していた茂右衛門も含めこれで24名が入牢することとなり、そのうち20名が肝煎・組合頭などの村役人であった。また、5月2日には打ち毀しにあった4人の米商らも公事場への出頭を命じられ、入牢は過酷なものであったようで、4月26日には岩渕村組合頭間右衛門ら9名の牢死が郡奉行に伝えられている。牢死した者の内7名は4月6日に入牢しているため、わずか二十日間で半数近くが牢死してしまったことがわかる。入牢者の健康を案じた家族が「代牢」を願い出たとの記録も複数あり、特に仙野原村肝煎勘兵衛の息子勘六はご法度とされる公事場への「駆け込み（直訴）」を行ったが、認められないままに父は牢死してしまったとの逸話が残されている 。
その後も北原村佐助を始め多数の者が牢死したが、10月10日には茂右衛門を除く入牢者8名が「格別の思し召しをもって、この上糾弾はご容赦」として釈放されている。一方、公事場奉行は8月2日までに長崎村茂右衛門を首謀者として処刑する方針を固めたようで、同日中に茂右衛門の息子の有無を郡奉行に問い合わせたとの記録がある。茂右衛門には16歳の長男太次郎と8歳の次男与三松がおり、両名は18日に郡奉行預けとなったが、十村大滝村与左衛門・長崎村当分肝煎北原村右衛門の手を経て自宅に戻された。古くは父の罪が子におよぶこともあったが、加賀藩では文政5年（1822年）の改定で罪が軽減されており、このために太次郎・与三松兄弟は許されたようである。

## 茂右衛門の処刑

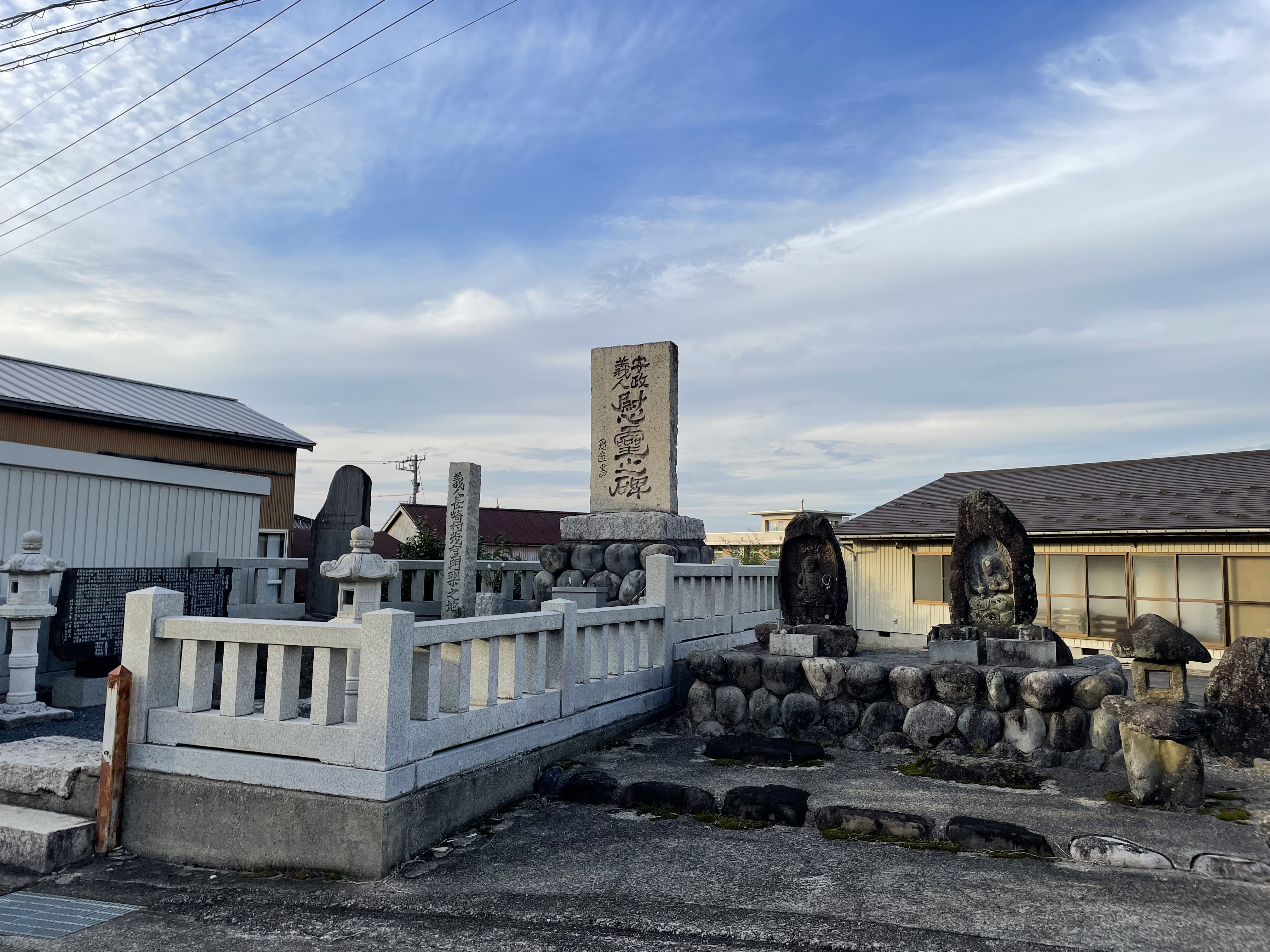
富山県南砺市井波町の安政義人慰霊之碑。長崎村茂右衛門が処刑された跡地の付近に建てられた。

9月12日、郡奉行金子篤太郎は内密に井波町才許の十村、三清村与三之助に礎の場所を選定するよう命じ、これを受けて与三之助は井波町の字観音寺の高台（現在慰霊碑が立つ地の43mほど北側）を第一候補地として報告した 。
10月11日には処刑日が同月18日と決められ、見せしめとするべく多くの見物人を出すよう郡奉行に案内されている。10月17日、金沢を出発した茂右衛門は石動町で一泊し、18日に井波町に入って新町口・八日町・六日町 北川を通り、処刑場にたどり着いた 。処刑の準備が整えられた後、奉行より遺言を許された茂右衛門は捕縋を解かれ、四句の偈文（諸行無常、 是生滅法、生滅滅己、寂滅為楽）と末代無智の御文章（本願寺8代蓮如が残した御文で、特に第5帳第1通目を指す）を読誦して合掌した。そして茂右衛門はかせ木に磔にされ、左右から槍で突き刺されることにより絶命した。茂右衛門の遺骸は同所でしばらく晒されたが、野犬が徘徊するようになったため、井波町方からの願いで11月初めには片付けられたという。
なお、茂右衛門が処刑場に赴く際に「先払いの拷札（処刑者の罪状を記した木札）持ち」が同行しており、拷札には「騒動を扇動したことは関係者の証言によって明らかであるが、理不尺に偽り大罪至極である」という趣旨の記載があったとされる。これに関して、同時期に起こった金沢などでの騒動では、「騒動を扇動した者は実際に騒動に加わったか否かを問わず死罪」「他者の扇動によって騒動に加わった者は審議終了の段階で出牢」といった基準があった。よって、茂右衛門は「扇動の首謀者」と目されたために処刑とされ、入牢したが最後には釈放された村役人たちは「事件に関与はしたが扇動したとまでは言えない」と判断されたものと推定される。

## 騒動後

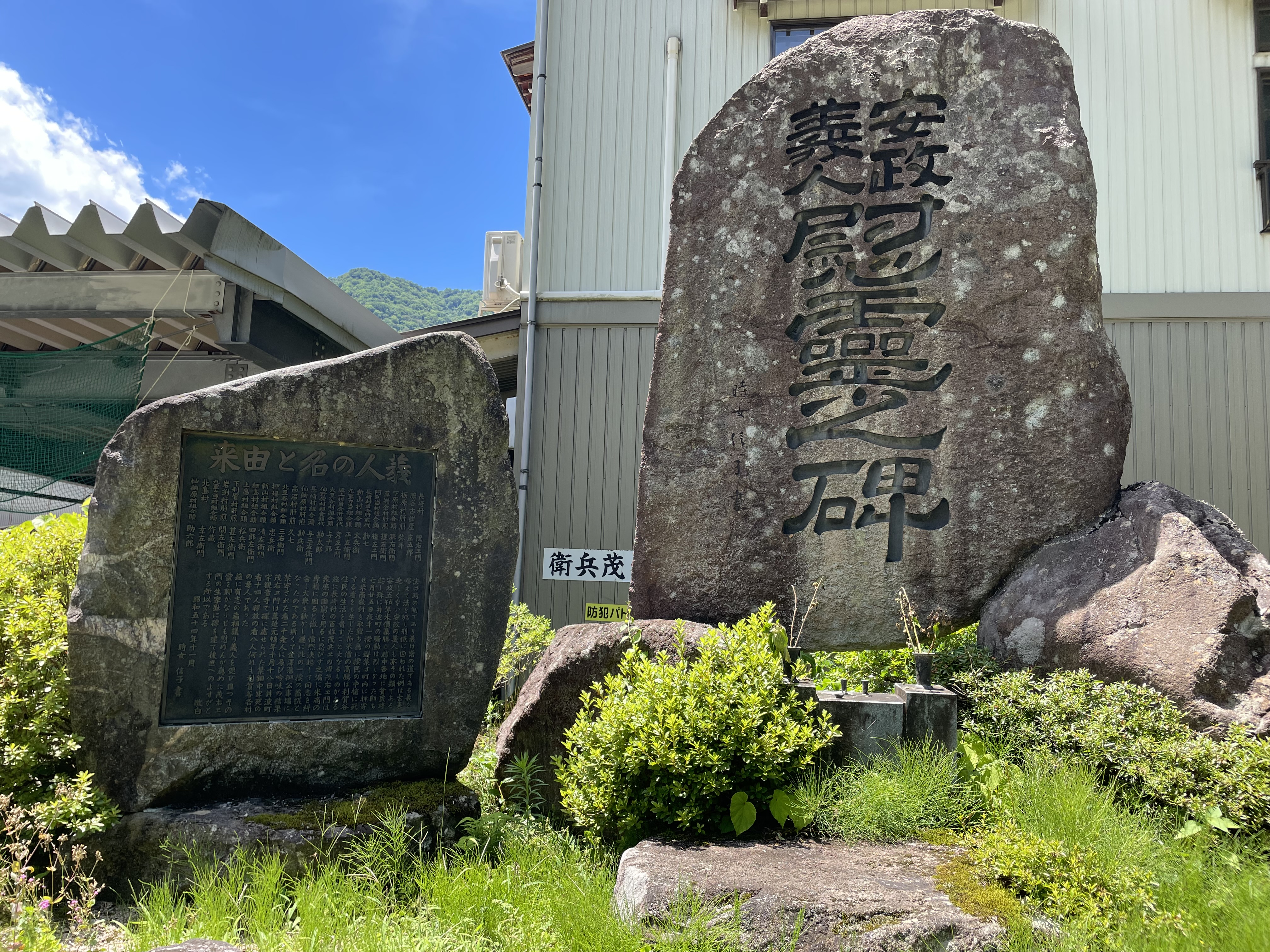
利賀村長崎に建てられた安政義人慰霊之碑。

茂右衛門の長男太次郎は明治維新後に斉藤茂三郎を名乗り、その子孫は北海道樺戸郡新十津川村に移住した。茂三郎の息子で、茂右衛門の孫の一人が昭和7年3月に処刑跡地を訪れ、発掘した遺骨を本願寺に納めたとの記録がある。
騒動から67年経った大正15年（1926年）7月、有志によって記念碑建立の計画が立てられ、史料の収集が始まった。昭和24年（1949年）には利賀村長を委員長として「安政義人慰霊之碑建設委員会」が組織され、井波町の処刑跡地近くに慰霊碑・標柱などが建立された後、同年11月17日に除幕式が行われた。また関連事業として、井波別院瑞泉寺で「安政義人追悼大法要」、井波町立図書館で「安政騒動の現代的怠義」という記念講演会が、それぞれ開催された。
1979年（昭和54年）には、利賀村内外の有志からの寄付により、長崎集落の茂右衛門生家跡地にも慰霊碑が建立されている。

## 関連書籍
- 『井波町肝煎文書』:井波町における関係者の動きについて詳しい。
- 『斉藤譲一氏蔵文書』:井波町・北川村などを配下に置く山見組才許十村の三清村与三之助が残した書簡集。
- 『杉野文書』:五箇山両組を配下に置く十村の大滝村与左衛門が残した書簡集。
- 『座右録』:事件当時井波町に居住していた三宅修理の日記。
- 『義民斉藤茂兵衛』:昭和8年に利賀尋常小学校が作成したもので、事件の概略について記述。
- 『郷土之義人長崎村茂右衛門伝』:同じく利賀尋常小学校の作成であるが、こちらは公文書の紹介に頁を割いている。
- 『井波誌』: 井波図書館友会が昭和12年に発刊。騒動について包括的に扱っており、以後の著述に大きな影響を残した。
- 『井波町毀方騒動記』:『井波誌』で紹介されているもので、処刑についての記述が詳細。
- 『安政井波米騒動記』:『井波誌』とほぼ同内容であるが、『井波誌』を補う記述もある。
- 『安政義人長崎村茂右衛門ら奮闘記』:昭和24年の慰霊碑建立時に作成されたもの。
- 『山から声が降ってくる』:茂右衛門騒動を扱った児童向けの長編小説。著者は金沢市出身の児童文学者の勝尾金弥。